# Nefeliniet

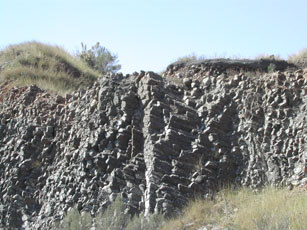
Southern Balcones Volcanic Intrusive Rocks, Uvalde County, Texas.

Nefeliniet is een fijn-kristallijn of afanitisch stollingsgesteente vrijwel geheel bestaand uit nefelien en clinopyroxeen (meestal augiet). Als een nefeliniet ook olivijn bevat, wordt het een olivijn-nefeliniet genoemd. Nefelinieten zijn donkergekleurd en kunnen in eerste instantie op basalt lijken. Basalten bevatten echter geen nefelien, maar plagioklaas en amfibool.

## Ontstaan
Nefeliniet is een stollingsgesteente dat is onderverzadigd in silica. Silica-onderverzadigde gesteentes ontstaan mogelijk door:
- relatief hoge smelttemperatuur
- relatief weinig partiële smelt op de plaats waar het magma ontstaat
- relatief veel CO2 dat is opgelost in de smelt

Nefelinieten bevatten relatief hoge concentraties zeldzame aardelementen en worden wel geassocieerd met de zeldzame carbonatieten.
Nefeliniet wordt voornamelijk gevonden in hoog-alkalische vulkanische gebieden, zoals in de Grote Slenk (de Ol Doinyo Lengai in Tanzania en de Nyiragongo in de Democratische Republiek Congo). Ook op oceanische eilanden als Oahu, Hawaï, worden nefelinieten aangetroffen, hoewel het daar zeldzaam is. In het zuidwesten van Japan werd in het Mioceen de Hamada-nefeliniet gevormd.